# Marokkanischer Scheibenzüngler
Der Marokkanische Scheibenzüngler (Discoglossus scovazzi) ist eine Amphibienart aus der Gattung der Eigentlichen Scheibenzüngler, die ausschließlich in Marokko beheimatet ist.

## Verbreitung und Lebensraum
Der Marokkanische Scheibenzüngler lebt an der nordafrikanischen Mittelmeerküste und ist in seinem Verbreitungsgebiet auf das marokkanische Staatsgebiet sowie die beiden spanischen Exklaven Ceuta und Melilla beschränkt. Eventuell gibt es weitere Vorkommen in Westen Algeriens, die allerdings nicht bestätigt sind.
Im Atlasgebirge erreicht der Lebensraum der Tiere Höhen von bis zu 2600 Metern. Wie seine Verwandten ist auch der Marokkanische Scheibenzüngler stark an Wasser gebunden und lebt daher im Bereich von fließenden und kleineren stehenden Gewässern, die teilweise auch brackig sein können. Die terrestrischen Lebensräume umfassen Eichenwälder, Oleanderhecken und Ruinen, wobei sich die Individuen häufig unter Steinen verstecken.

## Systematik
Der Marokkanische Scheibenzüngler wird als Art innerhalb der Eigentlichen Scheibenzüngler (Discoglossus) eingeordnet. Er wurde bis 2004 als Unterart des Gemalten Scheibenzünglers (D. pictus) behandelt.

## Gefährdung
Der Marokkanische Scheibenzüngler wird in der Roten Liste gefährdeter Arten der IUCN als „nicht gefährdet“ („least concern“) eingestuft, weil er über ein relativ großes Verbreitungsgebiet verfügt, eine große Toleranz gegenüber Lebensraumveränderungen hat sowie eine verhältnismäßig große Gesamtpopulation angenommen wird.